# مطالعات ایرانی (نشریه)
مطالعات ایرانی (به انگلیسی: Iranian Studies (journal)) ژورنال دانشگاهی فصل‌نامه داوری همتا شده با موضوع ایرانیان و تاریخ، ادبیات و جامعه ایرانی است که توسط انتشارات انتشارات دانشگاهی کمبریج از طرف انجمن بین‌المللی ایرانشناسی منتشر می‌گردد. این ژورنال ۶ بار در سال منتشر می‌شود و در سال ۱۹۶۷ تأسیس گشته‌است. سرویراستار این ژورنال سوسن سیاوشی است.

## اعضای هیئت تحریریه و شورای مشورتی
اعضای هیئت تحریریه و شورای مشورتی این نشریه عبارتند از:

### سردبیر
1. سوسن سیاوشی

### معاون سردبیر
1. کریستوف ورنر - دانشگاه بامبرگ - آلمان

### ویراستاران همراه
1. صمد علوی (فرهنگ و ادبیات) - دانشگاه اسلو - نروژ
2. حسین بنایی (علوم اجتماعی) - دانشگاه ایندیانا - آمریکا
3. رانین کاظمی (تاریخ) - دانشگاه سن دیگو - آمریکا
4. مهناز معظمی (ایران اسلامی) - دانشگاه کلمبیا - آمریکا
5. نورا کلیر مورازی (علوم اجتماعی)- دانشگاه ایلینوی و شیکاگو - آمریکا

### ویراستاران نقد کتاب
1. آریا فانی (ادبیات معاصر) - دانشگاه کالیفرنیا - آمریکا
2. دومنیکو اینجنیتو (ادبیات کهن) - دانشگاه کالیفرنیا، لس‌آنجلس - آمریکا
3. آرش خازنی (تاریخ) - پومانا کالج - آمریکا
4. ناهید صیام دوست (علوم اجتماعی) - دانشگاه ییل - آمریکا

### اعضای هیئت تحریریه
1. ژاله آموزگار - دانشگاه تهران - ایران
2. کامران اسکات آقایی - دانشگاه تگزاس در آستین - آمریکا
3. رهام الوندی - مدرسه اقتصاد لندن - انگلستان
4. علی انصاری - دانشگاه سنت اندرو - انگلستان
5. ساسان بابایی - مؤسسه هنری کورتلد - انگلستان
6. رضا بناکار - دانشگاه وست مینستر - انگلستان
7. کاوه بیات -
8. مازیار بهروز - دانشگاه سانفرانسیسکو - آمریکا
9. مهرزاد بروجردی - دانشگاه سیراکیوس - آمریکا
10. دومینیک بروکشا - دانشگاه آکسفورد - انگلستان
11. استفانی کرونین - دانشگاه آکسفورد - انگلستان
12. تورج دریایی - دانشگاه کالیفرنیا، ارواین - آمریکا
13. کاوه احسانی - دانشگاه سنت پائول - آمریکا
14. علی فردوسی - دانشگاه نوتردام - آمریکا
15. مارک گازیوروسکی - دانشگاه پنسیلوانیا - آمریکا
16. فیروز کاشانی ثابت - دانشگاه پنسیلوانیا - آمریکا
17. آزاده کیان - دانشگاه پاریس - فرانسه
18. جاستین لاندائو - دانشگاه هاروارد - آمریکا
19. علی اکبر مهدی - دانشگاه اوهایو - آمریکا
20. فرزانه میلانی - دانشگاه ویرجینیا - آمریکا
21. علی میرسپاسی - دانشگاه نیویورک - آمریکا
22. کازو موریموتو - دانشگاه توکیو - ژاپن
23. پائولا اورساتی - دانشگاه ساپینزای رم - ایتالیا
24. نسیم پاک شیراز - دانشگاه ادینبورگ - انگلستان
25. علی رهنما - دانشگاه آمریکایی پاریس - فرانسه
26. کامران رستگار - دانشگاه تافتس - آمریکا
27. محمود صدری - دانشگاه زنان تگزاس - آمریکا
28. علی اصغر سید غراب - دانشگاه لیدن - هلند
29. کامران تلطف - دانشگاه آریزونا - آمریکا
30. کریستین ون رایمبک - دانشگاه کمبریج - انگلستان

افرادی همچون دکتر ویلم فلور، احمد اشرف، عباس امانت، تورج اتابکی و تعدادی دیگر از ایرانشناسان ایرانی و اروپایی نیز در شمار شورای مشورتی این فصلنامه قرار دارند.